# 150-й отдельный зенитный артиллерийский дивизион
150-й отдельный зенитный артиллерийский дивизион (в/ч № 6009) - воинское подразделение вооружённых сил СССР в Великой Отечественной войне. Во время ВОВ существовало два формирования подразделения с одним и тем же номером.

## 150-й отдельный зенитный артиллерийский дивизион
Дивизион входил в состав 180-й стрелковой дивизии. Сформирован в августе-сентябре 1940 года на базе частей Эстонской народной армии, сохранил ей униформу с нашитыми советскими знаками различия. Первым командиром был майор РККА Харальд-Леонард Локк, ставший жертвой репрессий (арестован в конце 1940 года, умер через год в ИТЛ).
13.03.1942 года переформирован в 321-ю отдельную зенитную батарею 1-го формирования, также входившую в состав 180-й стрелковой дивизии.

## 150-й отдельный зенитный артиллерийский дивизион ПВО
Сформирован до войны, принимал участие в конфликте на Халхин-Голе
Во время Великой Отечественной войны в боях участия не принимал, входил в состав 2-го бригадного района ПВО Забайкальского фронта, а в 1945 году вошёл в состав 92-й зенитной артиллерийской дивизии ПВО